# Jezioro Kamienieckie (Pojezierze Żnińsko-Mogileńskie)
Jezioro Kamienieckie – jezioro w Polsce, położone w województwie wielkopolskim, w powiecie gnieźnieńskim, w gminie Trzemeszno, na terenie Pojezierza Żnińsko-Mogileńskiego.

## Dane morfometryczne
Powierzchnia zwierciadła wody według różnych źródeł wynosi od 217,5 ha do 232,5 ha. Zwierciadło wody położone jest na wysokości 84,5 m n.p.m. lub 85,6 m n.p.m. Średnia głębokość jeziora wynosi 8,8 m, natomiast głębokość maksymalna 18,5 m.
W oparciu o badania przeprowadzone w 1985 roku wody jeziora zaliczono do III klasy czystości.